# 盧俊義
盧 俊義（ろ しゅんぎ、Lú JùnYì）は、中国の小説で四大奇書の一つである『水滸伝』の登場人物。

## キャラクター概要
天罡星の生まれ変わりで、序列は梁山泊第二位の好漢。渾名は玉麒麟（ぎょくきりん）で、風采・人格・気品が備わっていることに由来する。
元は北京（ほくけい）の大商人で、燕青の主人。武器は棍法（棒術、杖術）に優れ、点鋼槍・朴刀なども使う「河北の三絶」と呼ばれる豪傑であった。合戦では宋江の本軍に対し別働隊の指揮官となることが多い。「盧員外」などと呼ばれる。
初登場は61回とかなり遅く、特に中国で広く流布した七十回本では大した活躍をしないまま終わった。また、人品優れるとは説明されながら、作中では自己中心的で頑迷な性格の目立つ人物であり、金聖嘆も「愚かな金持ちとしてよく描けている」と評している。

## 物語中での活躍
晁蓋の死後、宋江は梁山泊を率いる上で頼りとなる人物を求めていた。そんな時、北京に玉麒麟と呼ばれる盧俊義という大商人がいることを知ると、軍師・呉用に玉麒麟の勧誘を命じる。呉用は易者に変装して、北京の盧俊義の屋敷へ潜入。東南（梁山泊のある方角）へ旅した方が良いという偽易者の予言を信じた盧俊義は、妻・賈氏や腹心の燕青を留守に残し、都管（番頭）の李固を連れて旅に出る。
これは呉用の策略であった。梁山泊近辺で盗賊に誘い込まれ、捕らわれた盧俊義は梁山泊で盛大な宴で歓迎され、首領の宋江からその座を譲られる。盧俊義は首領の座は固辞したものの、彼らと意気投合し、毎夜宴会で歓待された。しかしあまり旅が長くなるのを心配し、李固を先に北京に返すと、引きつづき梁山泊に逗留し50日もの滞在に及んだ。ついに別れを告げて北京に戻ると、留守を預かっていたはずの燕青が浮浪者となっており、先に帰ってきた李固が盧俊義の妻（賈氏）と密通して、店を乗っ取ってしまったと伝えられた。笑って信じない盧俊義はそのまま帰宅するが、燕青の言は真実であり、盧俊義は梁山泊の賊と通じた罪で逮捕された。盧俊義は流刑と決まり、李固が手を回して、首斬り役人の蔡福や護送役人に盧俊義殺害の依頼として、賄賂を出した、護送途中で燕青に助けられるも、すぐに再び捕らわれて北京に戻され、今度は死罪判決となる。刑場にて梁山泊から派遣された石秀が救出に失敗し、ともに牢屋に監禁されたため、梁山泊から3度にも及ぶ北京攻略軍が派遣され、ついに救出されて、自分を裏切った李固と妻の賈氏らも梁山泊が捕らえたが、その始末を梁山泊に委ねて、燕青とともに梁山泊へ入った。
前首領・晁蓋の仇である曾頭市の史文恭（晁蓋は死に臨んで我が仇を討った者を次の首領に指名していた）を討ち取った功績もあり、宋江から再び首領の座を譲られるが、盧俊義は固辞した。2人の譲り合いに結論が出なかったため、東平府と東昌府を攻めて早く落とした方を首領とすることとなった。盧俊義には呉用・公孫勝などの軍師が附けられ東昌府を担当したが、敵側の猛将・張清の勢いを止められず攻めあぐね、先に東平府を攻略した宋江が合流してようやく陥落。ここに、宋江を首領、盧俊義を副首領とする梁山泊の体制が完成した。
百回本、百二十回本では、この後梁山泊は朝廷に帰順し、宋朝に逆らう各地の勢力の討伐が行われ、盧俊義は梁山泊軍の副将として、幾多の戦いで諸将を率いて活躍をする。最後に多大の犠牲を伴った方臘征伐後、首都東京に戻る途中で燕青が盧俊義に暇乞いをする。盧俊義はこれから恩賞がもらえるのに何故かと訝るが、燕青は用済みになった梁山泊軍団の末路を案じ、元主人の盧俊義にも脱退を進めるが、盧俊義は頷かなかった。廬州安撫使・兵馬副総監に任命され、任地へ赴いた盧俊義であったが、果たして燕青の予言は的中し、謀叛の疑いをかけられ、招待された皇帝臨席の昼食で、食事の中に水銀を盛られ、任地へ帰還途中、水銀中毒による腰の激痛から淮河へ転落、溺死した。
七十回本では、108人集合の後、梁山泊の豪傑達がすべて捕らえられ、首をはねられるという盧俊義の夢をもって物語が終結する。

## 補足
盧俊義は、『水滸伝』の原型といわれる『大宋宣和遺事』では李進義（Lǐ JìnYì）という名で登場する。同僚であった楊志を救いだして太行山に籠もり、後に梁山泊に合流する。完成された水滸伝物語とは全く違う役割となっている。